# Edward Burkhardt
Pour les articles homonymes, voir Burkhardt.
Ed Burkhardt (né Edward Arnold Burkhardt le 23 juillet 1938) est un dirigeant de chemin de fer américain. Il est le président directeur général de la société de chemin de fer Rail World Inc depuis juillet 1999. Burkhardt réside à Kenilworth (Illinois) et est consul honoraire de la Nouvelle-Zélande pour la ville de Chicago depuis 1997.

## Éducation
Étudié Burkhardt à université Yale de 1956 à 1960. Il y obtient un baccalauréat ès sciences en Administration industrielle ainsi qu'un certificat en gestion des chemins de fer.

## Montreal, Maine & Atlantic
En 2002, la filiale Bangor Aroostook System de la compagnie ferroviaire américaine Iron Road Railways (en) fait faillite. Elle est composée d'une collection de voie ferrée d'intérêt local s'étendant au Canada (dans les provinces du Nouveau-Brunswick et du Québec) et dans les États américains du Maine et du Vermont. En octobre 2002, Burkhardt, par le biais de sa compagnie ferroviaire Rail World, met sur pied la compagnie Montreal, Maine & Atlantic (MMA) et commence à négocier le rachat de la filiale en faillite. La transaction est complétée en janvier 2003.
La MMA lutte pour survivre financièrement pendant de nombreuses années et ce, malgré une réduction significative des coûts d'exploitation. La compagnie enregistre un plus haut taux d'accidents que la moyenne des autres compagnies ferroviaires canadiennes et américaines. Selon des données de la Federal Railroad Administration (en), en 2012, aux États-Unis, la MMA a connu 36,1 d'accidents par million de miles parcourus, par rapport à la moyenne nationale (US) de 14,6 accidents par million de miles parcourus.
Ces faits sont mis en lumière lors de l'accident ferroviaire de Lac-Mégantic, causé par un train de la MMA le 6 juillet 2013 à Lac-Mégantic. Burkhardt s'est rendu à la communauté de Lac-Mégantic le 10 juillet 2013, où il a été notamment interpellé par des résidents qui ont critiqué l'intervention de la société lors des événements.
Lors de sa visite à Lac-Mégantic, Burkhardt a annoncé que la MMA avait suspendu Tom Harding, l'ingénieur du train de marchandises, pour ne pas avoir mis les freins manuels sur les wagons.
Le 8 août 2013, la Cour supérieure autorise la demande de la MMA de se placer sous la Loi sur les arrangements avec les créanciers des compagnies.